# (3082) Джалиль
(3082) Джалиль (лат. Dzhalil) — типичный астероид главного пояса, открыт 17 мая 1972 года советским астрономом Тамарой Смирновой в Крымской астрофизической обсерватории и 26 марта 1986 года назван в честь советского татарского поэта Мусы Джалиля.

## Обнаружение и именование
(3082) Джалиль
Открыт 17 мая 1972 года в Научном Т. М. Смирновой.
Назван в память о выдающемся татарском советском поэте Мусе Мустафовиче Джалиле (1906—1944), авторе лирических стихотворений, поэм и оперных либретто.
Оригинальный текст (англ.)3082 Dzhalil
Discovered 1972-05-17 by Smirnova, T. at Nauchnyj.
Named in memory of Musa Mustafovich Dzhalil' (1906—1944), outstanding Tatar Soviet poet, author of lyric poetry, poems and opera libretti.
Источники: DISCOVERY.DB; M.P.C. 10548.

## Орбита

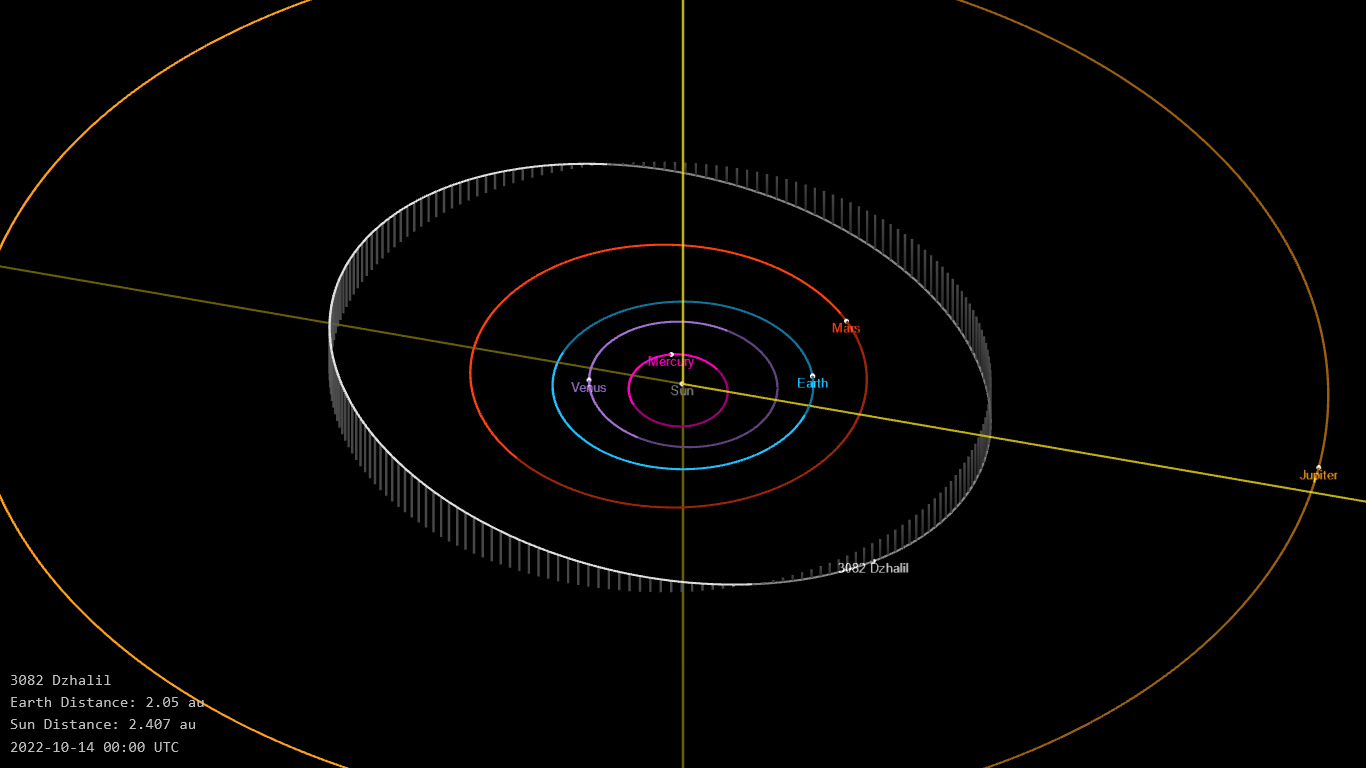
Орбита астероида Джалиль и его положение в Солнечной системе

## Физические характеристики
Из наблюдений системы телескопов панорамного обзора и быстрого реагирования Pan-STARRS следует, что астероид относится к таксономическому классу C.
По результатам наблюдений в инфракрасном диапазоне орбитальной обсерватории IRAS и спутника Akari и наблюдений в видимом и ближнем инфракрасном диапазоне космического телескопа NEOWISE диаметр астероида сначала оценивался равным 16,65±1,6 км, позже — 18,010±0,138 км, 16,34±0,52 км, 16,45±0,15 км, 14,94±3,97 км, 13,18±3,89 км, 17,664±0,098 км, 14,09±3,25 км и 14,88±3,82 км, 13,50±3,18 км. Согласно тем же источникам альбедо оценивается как 0,0766±0,017, 0,0428±0,0025, 0,081±0,006, 0,060±0,005, 0,06±0,04, 0,07±0,09, 0,051±0,009, 0,056±0,029 и 0,045±0,026, 0,074±0,053.